# NGC 5
NGC 5 es una galaxia elíptica en la constelación de Andrómeda. Su observación sólo es posible con telescopios mayores a 10 pulgadas, y se encuentra dos grados al sur de NGC 11.
Fue descubierta el 21 de octubre de 1881 por Jean Marie Edouard Stephan, con un telescopio reflector de 31 pulgadas y media.
Está a una distancia de unos 240 millones de años luz, y unos 80.000 años luz de diámetro.